# Eurytoma amygdali
Eurytoma amygdali is een vliesvleugelig insect uit de familie Eurytomidae. De wetenschappelijke naam is voor het eerst geldig gepubliceerd in 1907 door Enderlein.